# Gérard Rousset (rugby à XV)
Pour les articles homonymes, voir Gérard Rousset et Rousset.
Pas d'image ? Cliquez ici

a Compétitions nationales et continentales officielles uniquement.

b Matchs officiels uniquement.
Dernière mise à jour le 30 décembre 2024.
Gérard Rousset, né le 31 janvier 1953 à Bourg-lès-Valence (Drôme), est un joueur français de rugby à XV. Il joue au poste de troisième ligne aile.

## Palmarès

### En club
- Vainqueur du Championnat de France en 1975
- Vainqueur du Challenge Yves du Manoir en 1975

### En équipe de France de rugby à XV
- Tournée en Afrique du Sud en 1975.
- Tournée aux États-Unis en 1976.